# Dimos Moschato-Tavros
Dimos Moschato-Tavros (Moschato-Tavros) är en kommun i Grekland.   Den ligger i prefekturen Nomarchía Athínas och regionen Attika, i den sydöstra delen av landet. Huvudstaden Aten ligger i Dimos Moschato-Tavros. Antalet invånare är 40 413. Arean är 5,2 kvadratkilometer.
Terrängen i Dimos Moschato-Tavros är platt.